# さまよえるユダヤ人

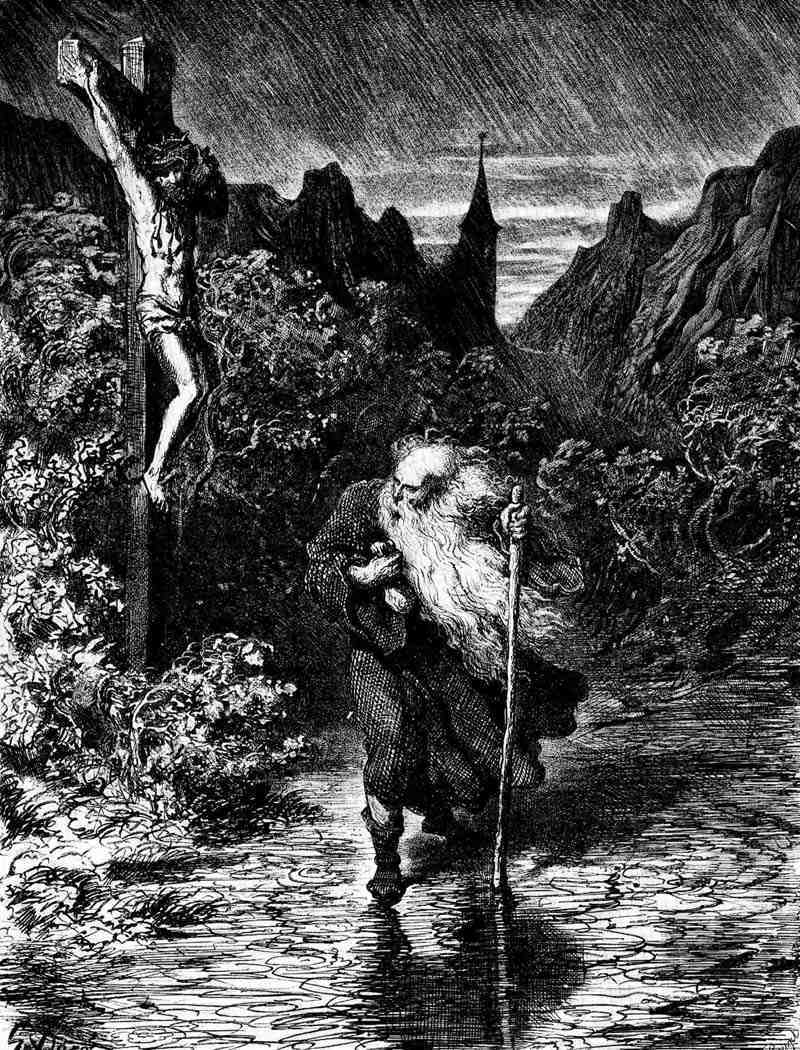
ギュスターヴ・ドレ「さまよえるユダヤ人」

さまよえるユダヤ人(英語：Wandering Jew)、または永遠のユダヤ人(独語：Ewiger Jude)は、13世紀にヨーロッパで伝説が広まり始めた神話上の不死の男である。元々の伝説は、磔刑に向かう途中のイエスを罵倒し、その後、再臨まで地上を歩き続けるように呪われたユダヤ人である。放浪者の詳細な素性は、彼の性格の側面がそうであるように、物語のさまざまなバージョンで異なるが、永遠に死ねない男が地上をさまよい叶わぬ休息を求めていることは共通する。ある時は靴職人または他の商人であると言われ、時にはポンテオ・ピラトの下役でサンヘドリンの門番である。

## 名前
この伝説が含まれる初期の現存する写本は、ロジャー・オブ・ウェンドーバーによる『歴史の華』(Flores Historiarum)の1228年の部分に「キリストの最後の到来を待ちわびて生きているユダヤ人ヨセフ」というタイトルで登場する。中心となる人物はカルタフィルス(Cartaphilus)という名前で、後にアナニヤによってヨセフとして洗礼を受ける。カルタフィルスという名前の由来は、カルト(Kartos)とフィロス(philos)に分けられ、大まかには「親愛なる」と「愛された」と訳され、さまよえるユダヤ人の伝説を「イエスの愛しておられた弟子」に結び付けている。
少なくとも1602年からアハスヴェル(Ahasver)という名前がさまよえるユダヤ人に与えられているが、これはユダヤ人の名前ではなくエステル記に出てくるペルシャ王アハシュエロス（クセルクセス）に由来すると考えられる。この名は中世ユダヤ人にとっては、訓話(Exemplum)の愚か者である。この名前が選ばれたのは、エステル記にはアハシュエロスの広大な帝国の各州で、大多数の宗教がキリスト教の国々におけるディアスポラで散在したユダヤ人と同様に迫害されていたと書かれているからだと思われる。

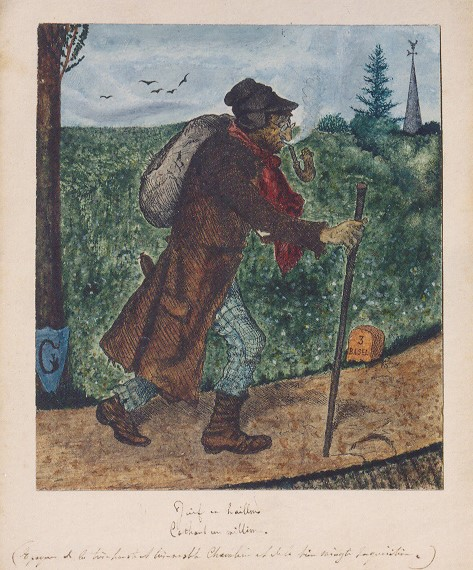
さまよえるユダヤ人のモチーフの改作、バーゼル、1820-1840、 Jewish Museum of Switzerland

フランスや低地諸国で、よく知られた伝説やデュマの小説によってマタティアス(Matathias)、ブッタデウス(Buttadeus)、イサク・ラクデン(Isaac Laquedem)など様々な名前が与えられている。ポール・マレーン（"Letters Writ by a Turkish Spy"の著者とされるジョバンニ・パオロ・マラナの名を英語化したもの）の名前は、1911年のブリタニカ百科事典によってさまよえるユダヤ人に誤って帰属されたものだが、この間違いは大衆文化に影響を与えている。スパイの手紙では、さまよえるユダヤ人にミコブ・アダー(Michob Ader)という名前が与えられている。
ブッタデウス(Buttadeus, Botadeo: 伊語; Boutedieu: 仏語）という名前の由来は俗ラテン語のbatuere（叩く、打つ）とdeus（神）の組み合わせだろう。時にこの名前は、「神に捧げられた」という意味のVotadeoと誤解され、カルタフィルス（Cartaphilus）の語源と類似する。
ドイツ語圏やロシア語圏では、彼への罰の永続性に重点が置かれ、「永遠のユダヤ人」という意味のEwiger Judeやvechny zhid（вечныйжид）として知られている。フランス語と他のロマンス諸語では、le Juif errant（フランス語）、el judío errante（西語）、l'ebreoerrante（伊語） のように放浪を指す言葉が使用されてきた、そして英語では中世からWandering Jewと呼ばれている。フィンランド語では、彼はJerusalemin suutari（エルサレムの靴職人）として知られており、靴屋であったとほのめかされている。ハンガリー語では、彼はbolygó zsidó（「さまよえるユダヤ人」を意味するが、目的がないことを含意する）として知られている。

## 起源と進化

### 聖書の情報源
この伝説の起源は明らかではないが、おそらく創世記の同様の罰が課せられたカインの物語が要素の一つとなっている。地上をさまよい、物をあさり、刈り取ることはない、しかし終わりなき罪ではない。エホシュア・ギルボアによれば、多くの解説者がホセア書9:17を「永遠の/彷徨うユダヤ人」概念の記述であると指摘している。いくつかの出典によると、伝説はマタイによる福音書16:28やルカによる福音書9:27にあるイエスの言葉に由来する。
よく聞いておくがよい、人の子が御国の力をもって来るのを見るまでは、死を味わわない者が、ここに立っている者の中にいる。— 『マタイによる福音書(口語訳)#16:28』。ウィキソースより閲覧。
よく聞いておくがよい、神の国を見るまでは、死を味わわない者が、ここに立っている者の中にいる。— 『ルカによる福音書(口語訳)#9:27』。ウィキソースより閲覧。
イエスの愛しておられた弟子は不死であるという信仰は、ヨハネによる福音書で非難されるほど初期のキリスト教世界で十分に人気があった。
ペテロはふり返ると、イエスの愛しておられた弟子がついて来るのを見た。この弟子は、あの夕食のときイエスの胸近くに寄りかかって、「主よ、あなたを裏切る者は、だれなのですか」と尋ねた人である。 
ペテロはこの弟子を見て、イエスに言った、「主よ、この人はどうなのですか」。 
イエスは彼に言われた、「たとい、わたしの来る時まで彼が生き残っていることを、わたしが望んだとしても、あなたにはなんの係わりがあるか。あなたは、わたしに従ってきなさい」。 
こういうわけで、この弟子は死ぬことがないといううわさが、兄弟たちの間にひろまった。しかし、イエスは彼が死ぬことはないと言われたのではなく、ただ「たとい、わたしの来る時まで彼が生き残っていることを、わたしが望んだとしても、あなたにはなんの係わりがあるか」と言われただけである。 — 『ヨハネによる福音書(口語訳)#21:20-23』。ウィキソースより閲覧。
ヨハネによる福音書の別の箇所で、イエスを平手打ちする大祭司の番人について語っている（ヨハネ18:19-23）。ヨハネによる福音書のさらに前で、シモン・ペトロが大祭司の僕であるマルコス(Malchus)の耳を打ったことを語っている（ヨハネ18:10）。この召使いはおそらくイエスを襲ったのと同じ護衛ではないが、それでもマルコスは後の伝説でさまよえるユダヤ人に付けられた多くの名前の1つである。

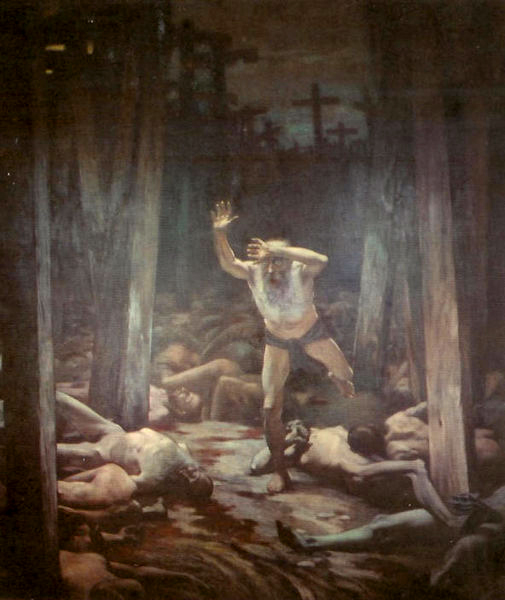
Samuel Hirszenberg（1899年）によるさまよえるユダヤ人

### 初期キリスト教
早くもテルトゥリアヌス（200年頃）の時代に、一部のキリスト教徒がユダヤ人を「新しいカイン」に例え、「逃亡者であり地上を彷徨うもの」であると主張していたことを現存する写本は示している。
アウレリウス・プルデンティウス・クレメンス(348年-413年？）は、『アポテオシス』（400年）に次のように書いている。「土地から土地へとあちこちの流刑地を彷徨う家なしのユダヤ人は、彼が拒絶したキリストの血でその手を汚して以来、殺人の罰により父祖の地より引き離される苦難という罪の代償を支払い続けている。」 
ヨハネス・モスコスという名の6世紀後半から7世紀初頭の僧侶が、マルコス型の重要なバージョンを記録している。モスコスは"Leimonarion"の中でキリストを殴りそれゆえ永遠の苦しみと嘆きの中でさまよう罰を受けたマルコス型の人物に会ったという、イシドールという名の修道士について詳細に書き残している。
私はボロ布を着たエチオピア人に会った。彼は私に言った「あなたは私と同じように罪を宣告され同じ罰を受ける。」私は彼に言った「あなたは何者ですか？」すると私の前に現れたエチオピア人は答えた。「私は、創造主である我らが主キリストが受難の折に頬を叩いたものです。それが理由です。」イシドールは言った「涙が止まりません」。

### 中世の伝説
一部の学者によると永遠のユダヤ人伝説の構成要素がチュートンの伝説である永遠の狩人にあると考えており、幾つかの特徴はオーディンの神話に由来する。
「一部の地域では、農民たちは日曜日に永遠のユダヤ人が休息所を見つけられるように畑の畝を配置した。他の場所では、彼は鍬の上でしか休めないと考えられていた。あるいは一年中外出していなければならないがクリスマスだけは休息できると考えられていた。」
十字軍の産物として西洋に持ち込まれた何世紀にもわたって書き留められていない民話、伝説、口頭伝承に基づいている可能性が高く、ボローニャのラテン語の年代記"Ignoti Monachi Cisterciensis S. Mariae de Ferraria Chronica et Ryccardi de Sancto Germano Chronica priora"にさまよえるユダヤ人の最初の記述が含まれている。 1223年のエントリーで「アルメニアのあるユダヤ人(quendam Iudaeum)」と会った巡礼者たちによる報告が記述されている。彼は十字架に向かうイエスを叱り付けたため再臨まで生き続ける運命となった。100年に一度そのユダヤ人は30歳に戻るという。
さまよえるユダヤ人伝説の変種を1228年頃にロジャー・オブ・ウェンドーバーが『歴史の華』(Flores Historiarum)に記録している  。あるアルメニアの大司教がイングランド訪問時、セント・オールバンズ大聖堂の修道士より、イエスに語り掛けたというアリマタヤのヨセフについて尋ねられ彼はまだ生きていると答えたと記録されている。大司教は彼自身がアルメニアで会ったことがあり、その名はユダヤ人の靴屋カルタフィルスといい、イエスが十字架を運んでいるときに立ち止まり休んでいる時に彼を殴り「早く行けイエス！早く行け！なにゆえ汝は愚図愚図しているのか？」と言った。イエスは"厳しい表情"で「私は立ち止まり休もう。だが汝は最期の日まで歩き続けるのだ」と答えたいう。アルメニアの司教は、カルタフィリスはキリスト教に改宗した後、放浪の布教活動を行う隠修士として過ごしたと伝えている。
マシュー・パリスはこのロジャー・オブ・ウェンドーバーによる一節を自身の歴史に入れており、また別のアルメニア人も1252年にセント・オールバンズ大聖堂を訪れ、同じ話を繰り返している。パリスによるとさまよえるユダヤ人がイエスを侮辱したのは30歳の時であり、100歳になると30歳に戻るという。トゥルネーの司教フィリップ・ムスクの年代記（第2章491、ブリュッセル1839年）に依ると、同じくアルメニアの大司教が1243年にトゥルネーでこの物語を語ったという。後に、グイド・ボナッティは13世紀にフォルリ（イタリア）の人々がさまよえるユダヤ人と出会った、またウィーンなどの人々も彼と出会ったと書き残している。
シュレースヴィヒの司教パウル・フォン・アイツェン (Paul von Eitzen)は1542年（または1547年）にハンブルクの教会でさまよえるユダヤ人と邂逅したと語っている。その男は背が高く、髪は肩まであった。厳冬だというのに、みすぼらしい服に、裸足で、年齢は50歳くらいに見えた。彼は敬虔な面持ちで司祭の話に聞き入っており、イエスの名前が出るたびに溜息をつき胸を叩いていたという。アイツェンの問いにエルサレムのアハスヴェルスといい靴屋だったと答え、イエスが磔刑となった状況を福音史家や歴史家が記録していないことまでつぶさに語った。彼は、自分が永遠に彷徨う身となったのは神の意志であり、主を信じない者たちにイエス・キリストの死を思い出させ悔い改めさせるためだと信じているという。パウル・フォン・アイツェンはルターとメランヒトンに学んだルター派の神学博士であり、1564年からはシュレースヴィヒ教区の総監督も務めた人物で、彼の教説はシュレースヴィヒ＝ホルシュタイン内の諸教会に絶対的な影響力を持っていた。彼の報告は1564年に印刷され、ドイツ語圏での独自の伝説形成のもととなった。
イエスを侮辱したユダヤ人であるにもかかわらず、イエスを自分の目で見た生き証人であるさまよえるユダヤ人は各地で歓待された。
ユダヤ人に関する「赤いユダヤ人」と呼ばれるもう一つの伝説も、中世の中央ヨーロッパで同じく普及していた。

### 近代以降
さまよえるユダヤ人の目撃情報は、1542年のハンブルクから1603年にリューベクで、1604年にパリで、1640年にブリュッセルで、1642年にライプツィヒで、1818年にはロンドンで、1868年のニュージャージー州ハーツ・コーナーまで、ヨーロッパのあらゆる場所で見られる。1875年、メアリー・トッド・リンカーンはシカゴに向かう列車の中で「さまよえるユダヤ人」が彼女の手帳を持っていったが後で返ってくると、息子ロバートに語っている。ジョセフ・ジェイコブスは、『ブリタニカ百科事典』の第11版(1911年)で、「この物語がどこまで完全な作り話で、どこまで巧妙な詐欺師が神話の存在を利用したのか、これらのケースから判断するのは難しい」とコメントを書いている。1881年にとある作家は、「さまよえるユダヤ人」の伝説が事実として受け入れられていた中世後期には、異邦人がユダヤ人居住区に侵入する口実として時折使われていたと書いている。

## 文学

### 17世紀と18世紀
この伝説は、17世紀に四葉のパンフレット「アハシュエロスという名前のユダヤ人の簡単な説明と物語(Kurtze Beschreibung und Erzählung von einem Juden mit Namen Ahasverus)」の登場でより人気となった。「およそ50年前に、司教がハンブルクの教会で彼と会ったといわれている。彼は悔い改め、みすぼらしい姿で、数週間後には先へ進まなければならないことに気を取られていた。」これは上述のシュレースヴィヒの司教パウル・フォン・アイツェンの証言である。この伝説はまたたくまにドイツ全土に広まり、1602年には8つ以上の異なる版が登場し、18世紀の終わりまでに全部で40のドイツ語版が存在した。8つの版はオランダ語とフラマン語のものが知られており、そして物語はすぐにフランスに伝わり、最初のフランス語版が1609年にボルドーで登場した。イングランドでは1625年にパロディとして登場している。パンフレットはデンマーク語やスウェーデン語にも翻訳され、「永遠のユダヤ人」という表現は、チェコ語、スロバキア語、ドイツ語の"der Ewige Jude"として現在も使われている。どうやら1602年のパンフレットは、ユルゲンという巡回説教師の報告（特にバルタザール・ルッソウによる）から放浪者の記述より一部借りている。
フランスでは、シモン・ティソ・ド・パトの"La Vie, les Aventures et le Voyage de Groenland du Révérend Père Cordelier Pierre de Mésange (1720)"にさまよえるユダヤ人が出てくる。
イギリスでは、さまよえるユダヤ人はマシュー・ルイスのゴシック小説『マンク』（1796年）の二次プロットの1つに登場する。さまよえるユダヤ人は、出自不明なエクソシストとして描写される。
さまよえるユダヤ人は、ウィリアム・ゴドウィンによる"St. Leon (1799)"にも登場している。
さまよえるユダヤ人は、17世紀と18世紀の2つの英語のブロードサイドバラッド、"The Wandering Jew"と"The Wandering Jew's Chronicle"にも登場する。前者はさまよえるユダヤ人とキリストが邂逅する聖書での物語を語り、後者はタイトルになっているさまよえるユダヤ人の視点で、ウィリアム征服王からチャールズ2世まで（17世紀版のテキスト）またはジョージ2世とキャロライン王妃（18世紀版）まで続く英国君主の継承を語っている 。

### 19世紀

#### イギリス
イギリスでは1765年に出版されたトーマス・パーシーの"Reliques"に"The Wandering Jew"というタイトルのバラッドが含まれている。
1797年にアンドリュー・フランクリンによるオペレッタ"The Wandering Jew, or Love's Masquerade"がロンドンで上演された。
1810年にパーシー・ビッシュ・シェリーは"The Wandering Jew"と題する4編からなる詩を書いたが、1877年まで未発表だった。シェリーの他の2つの作品だと、彼の最初の長詩『クィーン・マブ―哲学詩，及び注 (Queen Mab: A Philosophical Poem)』(1813年)に幻影として登場し、最後の長編である詩劇"Hellas"に隠者の治療師として登場する。
トーマス・カーライルは『衣装哲学』(1834年)の主人公ディオゲネス・トイフェルスドレックをさまよえるユダヤ人（ドイツ語のder ewige Judeを使用している）と比較している。
チャールズ・ディケンズの『大いなる遺産』(1861年)第15章で、職人オーリックはさまよえるユダヤ人に例えられている。
ジョージ・マクドナルドは"Thomas Wingfold, Curate"（ロンドン、1876年）に伝説の断片を含めている。
マイナーなコーンウォールの詩人ジェームズ・ドライデン・ホスケン（1861–1953）は、長詩"A Monk's Love" (1894年)を"Ahaseurus"で締めくくった。後に彼は大幅に改訂した戯曲"Marlowe"に印象的な独白として組み込み1923年に"Shores of Lyonesse”で発表した。

#### アメリカ
ナサニエル・ホーソーンの『骨董通の収集品』と『イーサン・ブランド』には登場人物の案内役としてさまよえるユダヤ人が登場する。
1873年、米国の出版社（ゲビー社、フィラデルフィア）はギュスターヴ・ドレがデザインした12枚のシリーズ（写真印刷による複製）に解説を加えた”The Legend of the Wandering Jew (さまよえるユダヤ人の伝説)”を出版した。それぞれのイラストには、"Too late he feels, by look, and deed, and word, / How often he has crucified his Lord”などの二行連句付けられた。
ユージン・フィールドの短編小説"The Holy Cross (聖十字架)"(1899年）ではさまよえるユダヤ人が主人公となっている。
1901年にニューヨークの出版社が、"Tarry Thou Till I Come”というタイトルで、ジョージ・クロリーの"Salathiel"を再版した。この主題を想像力豊かに扱っている。この作品は1828年に匿名で発表された。
ルー・ウォーレスの小説『インドの王子』（1893年）は、さまよえるユダヤ人が主人公となっている。この小説での彼は時代を超えて冒険し、歴史の形成に関わっていく。
アメリカ人のラビ、 H・M・ビーンは、小説"Ben-Beor: A Tale of the Anti-Messiah"で「さまよえる異邦人」に変え。同じ年にジョン・L・マッキーバーは小説"The Wandering Jew: A Tale of the Lost Tribes of Israel （さまよえるユダヤ人：イスラエルの失われた支族の物語)"を書いている。
マーク・トウェインの1869年の旅行記『イノセント・アブロード(The Innocents Abroad)』54章にはさまよえるユダヤ人に関するユーモラスな記述が見られる。
ジョン・ガルトは1820年に”The Wandering Jew”という本を出版している。

#### ドイツ
さまよえるユダヤ人の伝説は、シューバルト、アロイス・シュライバー、ヴィルヘルム・ミュラー、レーナウ、シャミッソー、シュレーゲル、ユリウス・モーゼン（叙事詩、1838年）、ケーラーによるドイツの詩や、フランツ・ホルン（1818年）、Oeklers 、レヴィン・シュッキングの小説、クリンゲマンの"Ahasuerus (アハシュエロス)"、1827年）およびゼドリッツ（1844年）の悲劇の主題となっている。リヒャルト・ワーグナーが悪名高いエッセイ『音楽におけるユダヤ性 (Das Judentum in der Musik)』の最後の節で言及しているのは、クリンゲマンのアハシュエロスかアヒム・フォン・アルニムの戯曲”Halle and Jerusalem (ハレとエルサレム)"のどちらかである。
ワーグナーの『さまよえるオランダ人』はさまよえるユダヤ人の明らかな模倣であり、そのプロットラインは、ハインリッヒ・ハイネの物語を元にしておりオランダ人は「海のさまよえるユダヤ人」と呼ばれている。そして彼の最後のオペラ『パルジファル』の主な登場人物としてクンドリと呼ばれる女性版のさまよえるユダヤ人が登場する。彼女は元はヘロデヤだったと言われており、磔刑に向かう途中のイエスを笑ったことを認め、今では再会の日まで放浪の運命を受け入れているとされている（後述のウージェーヌ・シュー版も参照）。
ロベルト・ハマーリングは"Ahasver in Rom (ローマのアハスヴェル、ウィーン1866年)"で、さまよえるユダヤ人とネロを同一視している。ゲーテはこのテーマで詩を書いており、『詩と真実 (Dichtung und Wahrheit)』にプロットの草案を載せている  。

#### デンマーク
ハンス・クリスチャン・アンデルセンは、「アハシュエロス」を疑いの天使にし、詩「アハシュエロスの放浪」に関する詩でヘラーに模倣された。その後、彼は3つのカントへ膨らませた。
マーティン・アナセン・ネクセは短編小説『永遠のユダヤ人』を書いており、アハシュエロスをユダヤの遺伝子をヨーロッパに広める存在として言及している。
さまよえるユダヤ人の物語は、セーレン・キェルケゴールの『あれか、これか:ある人生の断片』(1843年コペンハーゲン）の中のエッセイ「最も不幸な者」の基盤となっている。モーツァルトのオペラ『ドン・ジョヴァンニ』を取り上げた本の序論でも論じている。
戯曲"Genboerne (通りの向かい側の隣人)"には、さまよえるユダヤ人（ここではエルサレムの靴屋と呼ばれる）が登場し、彼の靴を履くと透明となる。劇中で主人公は靴を一晩借りて透明人間として通りの向こう側の家を訪ねる。

#### フランス
フランスの作家エドガール・キネ(Edgar Quinet)は、この伝説を題材にした散文叙事詩を1833年に発表し、主題についての評価を世界の判断にゆだねた。
ウージェーヌ・シューは1844年に『さまよえるユダヤ人 (Le Juif errant)』を書き、アハシュエロスの物語とヘロデヤを結び付けた。グルニエの1857年の詩は、前年に発表されたギュスターヴ・ドレのデザインに触発された可能性がある。
英雄と邪悪という複数のフィクションのさまよえるユダヤ人を組み合わせた、ポール・フェヴァル，ペール(Paul Féval, père)の"La Fille du Juif Errant (1864)"や、広大な歴史物語であるアレクサンドル・デュマの未完作『イザーク・ラクデム　(Isaac Laquedem) 』（1853年）にも注目したい。
ギ・ド・モーパッサンの短編小説『ユダおやじ』の中で、ある老人は地元の人々からさまよえるユダヤ人であると信じられている。
　

#### ロシア
ロシアでのさまよえるユダヤ人の伝説は、ヴァシーリー・ジュコーフスキーの未完の叙事詩『アハシュエロス（1857年）と、ヴィルヘルム・キュッヘルベケルが1832～1846年に書いたがずっと後の彼の死後である1878年まで発表されなかった別の叙事詩『アハシュエロス、断片の詩』に登場する。
アレクサンドル・プーシキンもアハシュエロスで1826年に長い詩を書き始めたが、後に案を放棄し、30行未満で完成としている。

#### その他の文献
さまよえるユダヤ人は1797年頃にポーランドの作家ヤン・ポトツキが書いた傑作ゴシック小説『サラゴサ草稿』にも見られる。
ブラジルの作家・詩人のマシャード・デ・アシスはユダヤ人をテーマとした作品を幾つも書いている。彼の短編小説の1つ"Viver!"は、さまよえるユダヤ人（名前はアハスヴェルス）とプロメテウスとの終わりの時での対話である。この作品は1896年に出版された"Várias histórias"の一部として収載されている。
別のブラジルの詩人カストロ・アウヴェスは"Ahasverus e o gênio (アハスヴェルスと魔神)"というさまよえるユダヤ人に言及した詩を書いている。
ハンガリーの詩人アラニ・ヤーノシュは"Az örök zsidó (永遠のユダヤ人)"と呼ばれるバラッドを書いている。
スロベニアの詩人アントン・アシュケルク (Anton Aškerc)は"Ahasverjev tempelj (アハスヴェルスの寺院)"という詩を書いている。
スペインのミリタリー作家José Gómez de Artecheの小説”Un soldado español de veinte siglos (20世紀のスペイン兵士)”(1874-1886年)では、さまよえるユダヤ人が様々な時代のスペイン軍に仕えていたことが描かれる 。

### 20世紀

#### ラテンアメリカ
メキシコの作家マリアノ・アスエラによる1920年のメキシコ革命期を舞台とした小説”Los de abajo”では、半端な教育を受けた理容師ヴェナンシオが、自分が読んだ2冊の本の内の1冊である『さまよえるユダヤ人』からのエピソードを語り革命家の一団を楽しませる。
アルゼンチンではエンリケ・アンデルソン・インベルの著作がさまよえるユダヤ人をしばしば題材としている。特に短編小説『魔法の書 (El Grimorio, 1961)』の表題作が挙げられる。
アルゼンチンの作家Manuel Mujica Láinezの短編小説集"Misteriosa Buenos Aires"のチャプターXXXVII, "El Vagamundo"もさまよえるユダヤ人をテーマとしている。
アルゼンチンの作家ホルヘ・ルイス・ボルヘスは短編小説『不死の人』で語り手である登場人物をヨセフ・カルタフィルスとしている（この話での彼は魔法の川を飲み不死となり、1920年代に死ぬローマ軍のトリブヌス・ミリトゥムである）。
ウィリアム・H・ハドソンの『緑の館』の主人公アベルは、自分と同じく地上を歩く刑を宣告されながら贖罪と平和を祈る人物の典型としてアハシュエロスに言及している。
1967年、ガブリエル・ガルシア＝マルケスの『百年の孤独』に説明のつかない不可思議な現実主義の住人の伝説として登場する。
コロンビアの作家Prospero Morales Pradillaは小説"Los pecados de Inés de Hinojosa（イネス・デ・イノホサの罪）"の中で16世紀から存在する有名なトゥンハのさまよえるユダヤ人について説明している。サントドミンゴの教会にあるさまよえるユダヤ人の木彫りの像は、毎年聖週間になると、イースターの悔悛者の肩に担がれて街中を回るという。この像の最も特徴的な造作は彼の目で、十字架を背負ったイエスを前にした憎しみと怒りを表現している。

#### フランス
ギヨーム・アポリネールは『異端教祖株式会社(L'Hérésiarque et Cie, 1910)』収載の『プラーグで行き逢った男 (Le Passant de Prague)』でパロディしている。
ジャン・ドルメッソンは“Histoire du Juif errant”(1991)を出版している
シモーヌ・ド・ボーヴォワールの小説『人はすべて死す (Tous les Hommes sont Mortels, 1946)』の主人公レイモン・フォスカは、彼自身が明確に言及しているさまよえるユダヤ人と同じ運命を辿る。

#### ドイツ
グスタフ・マイリンクの『緑の顔 (Das grüne Gesicht, 1916）』とレオ・ペルッツの『ボリバル侯爵 (Der Marques de Bolibar ,1920)』はどちらもさまよえるユダヤ人が中心人物として登場する。
ドイツの作家シュテファン・ハイムは小説"Ahasver"（英訳版はThe Wandering Jew）は、古代、ルター時代のドイツ、社会主義の東ドイツでアハシュエロスとルシファーの間で繰り広げられる激動の物語を描く。ハイムはさまよえるユダヤ人を非常に共感できる人物として書いている。

#### ベルギー
ベルギーの作家August Vermeylenは、1906年に"De wandelende Jood (さまよえるユダヤ人)" という小説を出版している。

#### ルーマニア
ルーマニアの高名な作家ミハイ・エミネスクは恋愛幻想小説『不幸なディオニス (Sărmanul Dionis）』でバリエーションの一つを書いている。ある学生が辿る神の如き力を与えるように見えるゾロアスターの書を巡る超現実的な旅をする。この本は彼の師であるユダヤ人哲学者のルーベンより彼に与えられたものである。ダンは最終的にルーベンに欺かれ、神から再臨まで逃れることができない狂気の人生を宣告される。
同じくミルチャ・エリアーデの小説"Dayan (1979)"で、さまよえるユダヤ人に導かれ神秘的で幻想的な時空を超える旅を通して高位の真実と自分自身を探す学生を書いている。

#### ロシア
ソビエトの風刺小説家イリヤ・イリフとエフゲニー・ペトロフ（イリフ＝ペトロフ）は彼らの英雄オスタップ・ベンデル(Ostap Bender)にさまよえるユダヤ人がウクライナの民族主義者の手で殺されたと『黄金の仔牛（The Little Golden Calf）』の中で語らせている。
フセヴォロド・イヴァーノフ(Vsevolod Ivanov)の"Ahasver"では1944年にモスクワのソ連作家を訪れ、自分は「世界人アハスヴェル」であると名乗り、ハンブルクの神学者パウル・フォン・アイツェンだったが、16世紀にさまよえるユダヤ人の伝説をでっち上げて富と名声を得るも、その後自らの意思に反して本物のアハスヴェルになってしまったと主張する。
ストルガツキー兄弟による小説”Отягощённые злом, (1988)"では現代の設定で登場する人物がアハシュエロスであることが判明し、同時に小ネタとしてパトモスのヨハネであることも判明する。
セルゲイ・ゴロソフスキー(Sergey Golosovsky)の小説"Идущий к свету,(1998)"でのアハシュエロスは（モーゼやムハンマドと共に）偽りの宗教を発明して罰せられた使徒パウロであると判明する。

#### 韓国
李文烈による1979年の韓国小説『ひとの子』は、探偵小説の様式で書かれた。ユダヤの神ヤハウェの理不尽な法に対して人間性を守ろうとするアハシュエロスの人間像が描かれる。これがイエスとの対立と、カルバリに向かうイエスに手を差し伸べなかった事につながる。小説の未発表原稿は、殺害された幻滅した神学生ミン・ヨソプによって書かれた。原稿のテキストは殺人事件を解決するための手掛かりとなる。ミン・ヨソプとアハシュエロスには強い類似点があり、どちらも哲学的な理想に熱中している。

#### スウェーデン
ペール・ラーゲルクヴィストの1956年の小説『巫女 (Sibyllan)』ではアハスヴェルスとかつてデルフォイの巫女だった女性が、神に関わることで如何に自分の人生が損なわれたかを語り合う。 ラーゲルクヴィストはアハスヴェルスの物語を『アハスヴェルスの死 (Ahasverus död, 1960)』へ続けている。

#### イギリス
バーナード・ケイプス(Bernard Capes)の"The Accursed Cordonnier, (1900)"でのさまよえるユダヤ人は脅威の人物として描かれる 。
ロバート・ニコルズ(Robert Nichols)の"Fantastica, (1923)"収録"Golgotha & Co."ではさまよえるユダヤ人が再臨を覆す成功した実業家であるという風刺的な物語である。
イーヴリン・ウォーの『ヘレナ (Helena)』では、さまよえるユダヤ人が主人公の夢の中に現れ、彼女の探求の目的である十字架のありかを示す。
J・G・バラードの『終着の浜辺 （The Terminal Beach, 1964)』収録の短編小説"The Lost Leonardo (失われたレオナルド)"は、さまよえるユダヤ人の探求がテーマとなっている。
ジョン・ブラックバーン(John Blackburn)のホラー小説は”Devil Daddy, (1972)”はさまよえるユダヤ人が登場する。
ダイアナ・ウィン・ジョーンズのヤングアダルト小説『バウンダーズ この世で最も邪悪なゲーム (The Homeward Bounders, 1981)』に共感を呼ぶ人物としてさまよえるユダヤ人が登場する。彼の運命は、運命、不服従、そして罰といった大きなテーマと結びついている。

#### アメリカ
オー・ヘンリーの"The Door of Unrest"では酔っぱらいの靴屋マイク・オベイダーが地方新聞の編集者のもとへ来て、自分は十字架にかけられる途中にイエスを戸口で休ませんかったため再臨の日まで生きることを宣告された靴屋ミコブ・アダーであると主張する。それにもかかわらずマイク・オベイダーは、ユダヤ人ではなく異邦人(Gentile)であると強く主張する。
1960年に出版されたウォルター・M・ミラー・ジュニアのポストアポカリプスSF小説『黙示録3174年』には正体不明のユダヤ人放浪者が登場する。この老人について幾人かの子供たちが「イエスが蘇らせたものは蘇ったままでいる」と話しており、キリストが死から蘇生させたベタニヤの聖ラザロであると暗示されている。小説で示唆されている別の可能性は、このキャラクターが、The Albertian Orderの創設者聖リーボウィッツであるアイザック・エドワード・リーボウィッツ（野蛮な暴徒による焚書から本を守ろうとして殉教した）であるという事だ。彼はヘブライ語と英語を話せ書くこともできる。砂漠をさまよい、小説のほぼ全ての舞台となるリーボウィッツによって創設された修道院を見下ろすメサにテントを持っている。このキャラクターは、数百年間離れた3部構成の中編小説、およびミラーによる1997年の続編小説"Saint Leibowitz and the Wild Horse Woman"に再登場する。
レスター・デル・レイの“Earthbound (1963)”では宇宙旅行が発展してもアハシュエロスは地球に留まらなければならない。
メアリー・エリザベス・カウンセルマン(Mary Elizabeth Counselman)の"A Handful of Silver”にもさまよえるユダヤ人が登場する。
バリー・サドラーはキリスト教のフォークロアである聖ロンギヌスとさまよえるユダヤ人の二人を組み合わせたカスカ・ルフィオ・ロンギヌスというキャラクターを主人公とした『永遠の傭兵 (Casca)』シリーズを書いている。
ジャック・L・チョーカーは『ウェル・ワールド・サーガ』と呼ばれる5冊のシリーズを書いた。このシリーズの宇宙の創造者はネイサン・ブラジルという名のさまよえるユダヤ人であると何度も言及される。 
アンジェラ・ハント(Angela Elwell Hunt)の小説"The Immortal (2000)"ではさまよえるユダヤ人はAsher Genzanoという名で登場する。
ジョージ・シルベスター・ヴィエレック(George Sylvester Viereck)とポール・エルドリッジ(Paul Eldridge)は3部作の小説”My First Two Thousand Years: an Autobiography of the Wandering Jew (私の最初の二千年：さまよえるユダヤ人の自叙伝, 1928)"を書いた。ローマ兵イサク・ラクデンはイエスに「私が戻るまでとどまるがよい」と言われた後、大きな歴史的出来事に影響を与え続ける。彼は頻繁にソロメ（さまよえるユダヤ女と呼ばれる）と出会い、輸血によって彼の不死性を伝えた仲間と一緒に旅をする（彼が愛した女性のために試みたときは彼女の死に終わっている）。
さまよえるユダヤ人と同一視されるカルト指導者「アハスヴェル」は、アントニー・バウチャーの古典的な推理小説『密室の魔術師 (Nine Times Nine)』（1940年にH・H・ホームズ名義で出版された）の中心人物である。
デボラ・グラビアン(Deborah Grabien)の1990年の小説"Plainsong"で帰ってきたキリストと再会する。
ダン・シモンズの『イリアム (Ilium, 2003）』では、さまよえるユダヤ人と呼ばれる女性が中心的な役割を果たす。彼女の本名はサヴィである。
ジョージ・R・R・マーティンのキリスト教の寓話的遠未来SF小説である、1979年の短編小説『龍と十字架の道 (The Way of Cross and Dragon)』で、さまよえるユダヤ人の正体をイスカリオテのユダとしている。
エドウィン・アーリントン・ロビンソン(Edwin Arlington Robinson)の詩集"The Three Taverns"には短詩"The Wandering Jew"がある 。詩の中で、話者は神秘的な容姿と目を持つ「すべてを覚えている」人物と出会う。彼は「子供の私から思い描いて」認識し、「取り囲む大量の古き呪い(a ringing wealth of old anathemas)」に苦しんでいる事に気が付く。 「彼の世界は苦悩の賜物だった(world around him was a gift of anguish)」。話者は彼がどうなったのか分からないが、「今日も人々の間で(somewhere among men to-day)/あの年経た不屈の目がきらめき(Those old, unyielding eyes may flash)/そしてひるみ-そして別の道を見る(And flinch—and look the other way)」と信じている。
ロバート・A・ハインラインの小説『愛に時間を』(1973年)に彼が登場するわけではないが、主人公のラザルス・ロングは彼の長い人生の中で少なくとも1回、場合によっては複数回さまよえるユダヤ人に遭遇したと主張する。ラザルスによれば、彼は当時サンディ・マクドゥガルという名前を使用しており、詐欺師として活動していた。彼は赤い髪をしていて、ラザルスに言わせれば「酷く退屈な人間」だという。

#### 日本
芥川龍之介の『さまよえる猶太人』(1917年)では、平戸から九州へ渡る船の中でフランシスコ・ザビエルが「一所不住のゆだやびと」と邂逅し、数々の歴史的出来事について問答する。ザビエルがキリスト受難について尋ねると、自分はヨセフというエルサレムの靴匠であり、受難の有様を目の当りにしたと答える。芥川はキリストを嘲弄したものは数多くいたのに、ヨセフのみが呪われたのは何故かと疑問を呈する。これには彼のみがキリストを辱めた罪を後悔し、罪を罪であると知るものであるがゆえに罰と贖いが下されたと解釈している。

## アート

### 民衆版画
さまよえるユダヤ人は民衆版画の世俗的な図像ではおそらくもっとも有名なものの一つで、何十億部と刷られそのイメージは広められた。

### 19世紀
さまよえる（または永遠の）ユダヤ人またはアハシュエロス（アハスヴァー）として伝説的な人物を描いた19世紀の作品には次のものが挙げられる。

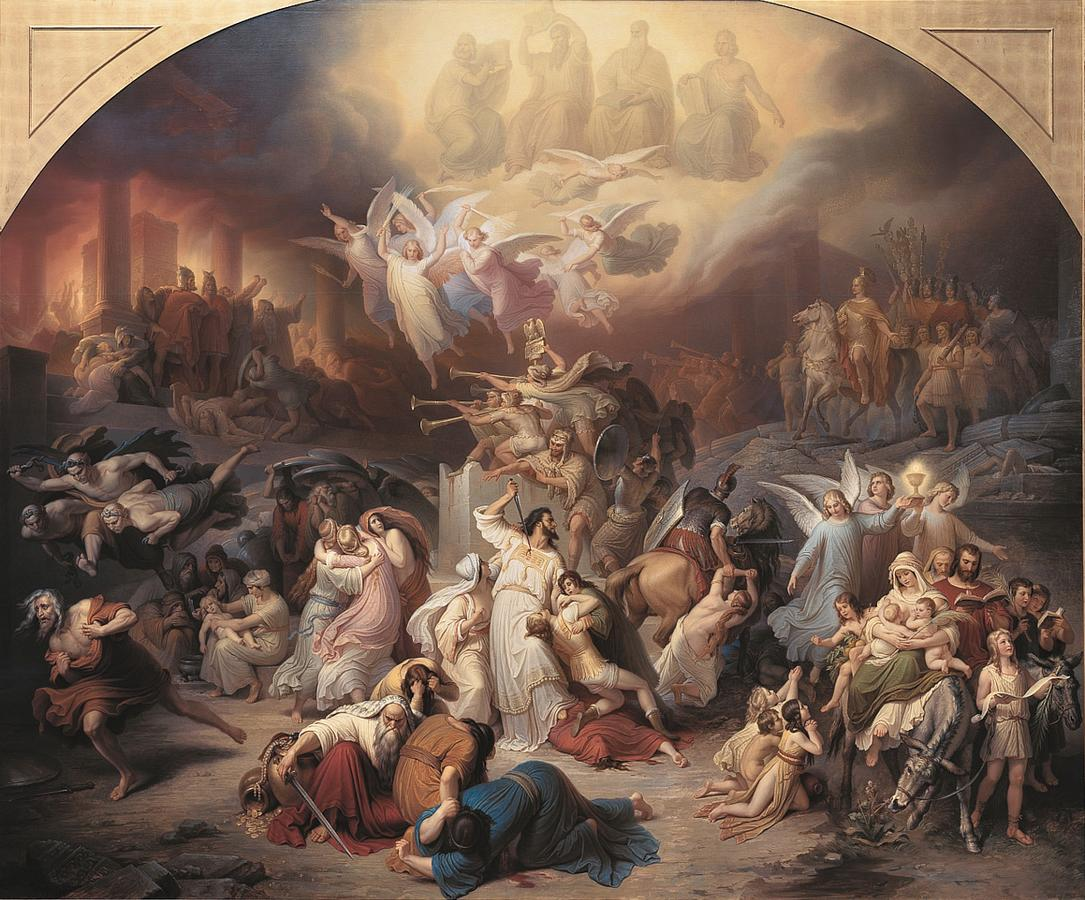
ヴィルヘルム・フォン・カウルバッハ、『ティトゥスのエルサレム攻略 (Zerstörung Jerusalems durch Titus)』。左下で逃げようとしている人物がアハシュエロス

- 1846年、ヴィルヘルム・フォン・カウルバッハ、『ティトゥスのエルサレム攻略 (Zerstörung Jerusalems durch Titus)』。ノイエ・ピナコテーク、ミュンヘン[66] [67] [68]。1836年にカウルバッハはアンジェリーナ・ラズウィル伯爵夫人から絵画を依頼された。1840年カウルバッハは主要人物を特定する説明用の小冊子を出版した[69]。1846年完成品をバイエルン王ルートヴィヒ1世が王室のコレクションとして購入した。1853年ミュンヘンのノイエ・ピナコテークに収蔵された[70]。1842年プロイセン王フリードリヒ・ヴィルヘルム4世から依頼されたベルリンの新博物館階段壁画のカウルバッハのレプリカ。1866年完成。 1943年戦災により破壊される。
- 1852年、シャルル・フィリポンが出版した風刺雑誌"Journal pour rire"の6月号の表紙デザインに色付きの似顔絵が使用された。 [71] [72] [73]
- 1854年、ギュスターヴ・クールベ、"The Meeting".[74]
- 1856年、ギュスターヴ・ドレ、"The Legend of Wandering Jew"12枚のフォリオサイズのイラスト。 [75]
- 1876年、マウリツィ・ゴットリープ(Maurycy Gottlieb)、"Ahasver"。クラクフ国立美術館。 [76]
- 1888年、アドルフ・ヒレミ＝ヒルシュル、"Ahasuerus at the End of the World"。プライベートコレクション。
- 1899年、サミュエル・ヒルツェンバーグ(Samuel Hirszenberg)、"The Eternal Jew"。 1899年にウッチ、ワルシャワ、パリで展示され、現在はエルサレムのイスラエル博物館に展示されている。 [77]

### 20世紀
1901年にバーゼルで展示された別のアートワークでは、 Der ewige Jude, The Eternal Jewという名の伝説の人物が、贖罪のためトーラーを約束の地にもたらすと示される。
マルク・シャガールの絵画の中で、伝説と繋がりがあるものがあり、1923年から1925年の1つには、"Le Juif Errant"と明示的なタイトルが付けられている。
『さまよえるユダヤ人（1983）』Michael Sgan-Cohenは、まるで銃を持っているかのように、頭の後ろに黒い手を向けて立っている鳥のような人物を描いている。天から下を向いている別の手は、神の手をモチーフに使っており、呪いの神聖な起源を示唆している。描かれている鳥のような人物は、ユーデンフート(Judenhut)を着けている。絵の前景にある空の椅子は、人物が落ち着くことができず、さまようことを余儀なくされていることの象徴である。

## イデオロギー（19世紀以降）
18世紀の初めまでに、伝説的な人物としての「さまよえるユダヤ人」の姿は、ディアスポラし世界をさまよったイスラエルの民の象徴とみるのが一般的となった。この見方への異論としては、民衆版画での描かれ方がキリスト教の巡礼者に極めて似ていることや、さまよえるユダヤ人が敬虔なキリスト教徒である事との矛盾が指摘されている。
世紀末のナポレオン・ボナパルトの台頭と、ナポレオンとユダヤ人(Napoleon and the Jews)の政策に関連したヨーロッパ諸国の解放改革の後、「永遠のユダヤ人」はますます「象徴的、かつ普遍的なキャラクター」となり、プロイセンおよびヨーロッパの他の地域におけるユダヤ人解放のための継続的な闘争は、19世紀の間に「ユダヤ人問題」と呼ばれるものを生じさせた。
カウルバッハの『ティトゥスのエルサレム攻略』の壁画レプリカが1842年にプロイセン王からベルリンの新博物館に依頼される前に、ガブリエル・リーサー(Gabriel Riesser)のエッセイ"Stellung der Bekenner des mosaischen Glaubens in Deutschland (ドイツにおけるモザイク信仰告白者の立場について)"は1831年に出版されており、ジャーナル"Der Jude, periodische Blätter für Religions und Gewissensfreiheit (ユダヤ人、信仰と思想の自由誌)" は1832年に創刊されている。 1840年、カウルバッハ自身が、キリストを拒絶したことで追放者として逃亡する永遠のユダヤ人を含む、彼の絵画に描かれた人物を特定できる説明用小冊子を発行した。
1843年にブルーノ・バウアーの著書『ユダヤ人問題』が出版され 、カール・マルクスは『ユダヤ人問題によせて』という論文を書き反論した。

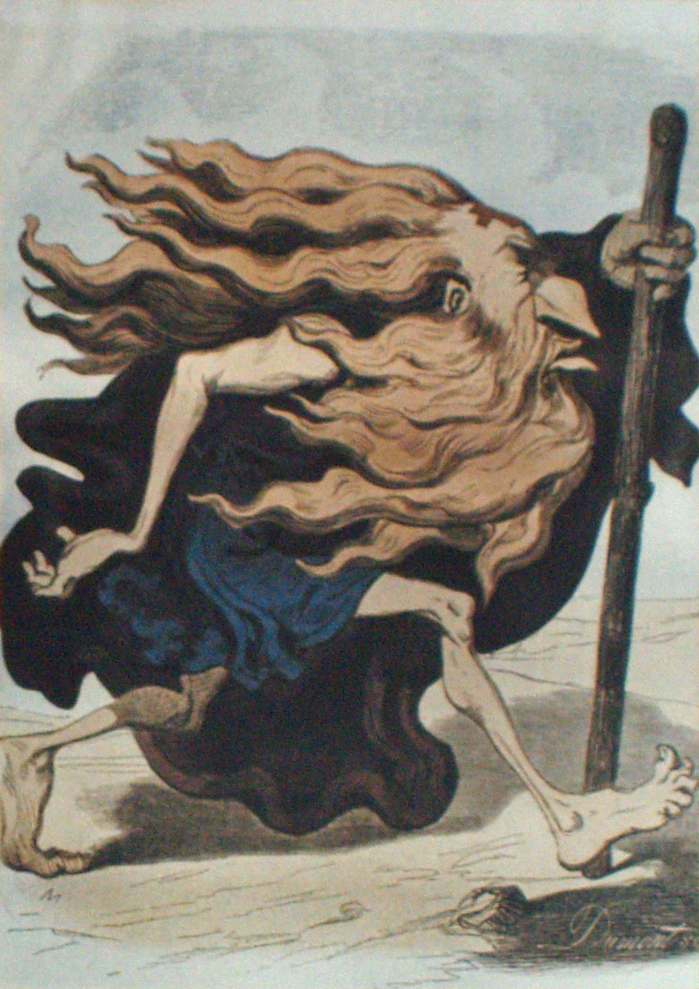
放浪する永遠のユダヤ人 (Le Juif Eternel)、色付きの木版画。後にドイツとオーストリアで開催されたナチスの展示会Der Ewige Judeで1937年から1938年に展示された。ここに示されているのは、2007年にヤド・ヴァシェムで開催された展示会での複製である。

1852年にフランスの出版物に最初に登場した風刺画は「額に赤い十字架、細長い脚と腕、巨大な鼻となびく髪、そして杖を手にした」伝説的な人物を描いたもので、反ユダヤ主義者によって採用された。 1937年から1938年にドイツとオーストリアで開催されたナチスの展示会"Der Ewige Jude"で展示された。その複製が2007年にヤド・ヴァシェムで展示された（画像参照）。
この展覧会は、1937年11月8日から1938年1月31日までミュンヘンのドイツ博物館の図書館で開催され、ナチスが「退廃芸術」と見なした作品を展示した。これらの作品の画像を含む本が「永遠のユダヤ人」の題で出版された。これに先立ち、マンハイム、カールスルーエ、ドレスデン、ベルリン、ウィーンで他のそのような展示会が開催された。これらの展覧会で展示された芸術作品の大部分は、1920年代に著名となり高く評価された前衛芸術家によって製作されたが、展覧会の目的は、賞賛に値するものとして作品を紹介することではなく、それらを嘲笑し非難することだった。
1940年には、ヨーゼフ・ゲッベルスの指示で反ユダヤのプロパガンダ映画『永遠のユダヤ人』が公開された。

## ポピュラーメディアでの描写

### 舞台
シューの小説を原作とするジャック・アレヴィのオペラ"Le Juif errant"がパリ・オペラ座（サル・ル・ペルティエ）で1852年4月23日に初演され、2シーズンを超える48回の上演が行われた。その音楽は「さまよえるユダヤ人のマズルカ」、「さまよえるユダヤ人のワルツ」、「さまよえるユダヤ人のポルカ」を生み出すほど人気を博した。
「永遠のユダヤ人」と題するヘブライ語の劇が1919年にモスクワ・ハビマー劇場で初演され、1926年にニューヨークのハビマー劇場で上演された。
ドナルド・ウォルフィット(Donald Wolfit)は、1924年にロンドンで舞台化されたさまよえるユダヤ人でデビューした。
C・E・ローレンスによる演劇"Spikenard (1930)"は、ユダヤ人がユダとゲスタス(Impenitent thief)と共に無人の地球をさまよう。
グレン・バーガー(Glen Berger)の2001年の演劇"Underneath the Lintel"は、113年遅れで返却された本の歴史を掘り下げ、借り手がさまよえるユダヤ人であると確信するオランダの司書による独白となっている。

### 漫画
1987年1月のDCコミックス『シークレット・オリジン』第10号ではファントム・ストレンジャー(Phantom Stranger)にオリジンの可能性を4つ与えている。その1つにストレンジャーは司祭に自分がさまよえるユダヤ人であると確認する。
ヤマザキコレの『魔法使いの嫁』に登場するカルタフィルス/ヨセフは魔術師達からさまよえるユダヤ人と目されており、とある魔術師に不死の呪いをかけられている。
木々津克久の『フランケン・ふらん』Ep.24/IMMORTALITYに登場する不死者は、二千年前にある男を侮辱した罪でこの世をさまよっているとラテン語で筆談する。
高遠るいの『ミカるんX』の主人公の養父ディオニス・カッシアスの正体は、イエス・キリストを処刑した際に血の呪いを受け不死となった古代ローマ兵である。